# Johann Martin Schleyer
Johann Martin Schleyer (ur. 18 lipca 1831 w Oberlaudzie, zm. 16 sierpnia 1912 w Konstancji) – niemiecki ksiądz rzymskokatolicki, twórca języka volapük.
Po wyświęceniu w 1856, Schleyer pracował jako ksiądz w kilku parafiach. W okresie Kulturkampfu był aresztowany i pozostawał przez kilka miesięcy w więzieniu za krytykę socjalizmu w swoich kazaniach. Później pracował w Litzelstetten, gdzie rzekomo z woli Boga postanowił opracować sztuczny język, który ułatwiłby kontakty między narodami. Schleyer był także wydawcą przeglądu poezji katolickiej „Sionsharfe”. W 1885 przeszedł na emeryturę, a w 1894 papież Leon XIII uczynił go papieskim prałatem. Schleyer zmarł w 1912 r.
Na tablicy pamiątkowej przy domu parafialnym w Litzelstetten widnieje napis: Menade bal – püki bal („Jednej ludzkości – jeden język”).